# Ocotlán de Venustiano Carranza
Ocotlán de Venustiano Carranza är en ort i Mexiko.   Den ligger i kommunen Yehualtepec och delstaten Puebla, i den sydöstra delen av landet, 170 km öster om huvudstaden Mexico City. Ocotlán de Venustiano Carranza ligger 2 083 meter över havet och antalet invånare är 1 577.
Terrängen runt Ocotlán de Venustiano Carranza är kuperad åt nordost, men åt sydväst är den platt. Runt Ocotlán de Venustiano Carranza är det ganska tätbefolkat, med 100 invånare per kvadratkilometer. Närmaste större samhälle är Tecamachalco, 12,3 km nordväst om Ocotlán de Venustiano Carranza. Trakten runt Ocotlán de Venustiano Carranza består till största delen av jordbruksmark.